# Dubh Loch Bridge

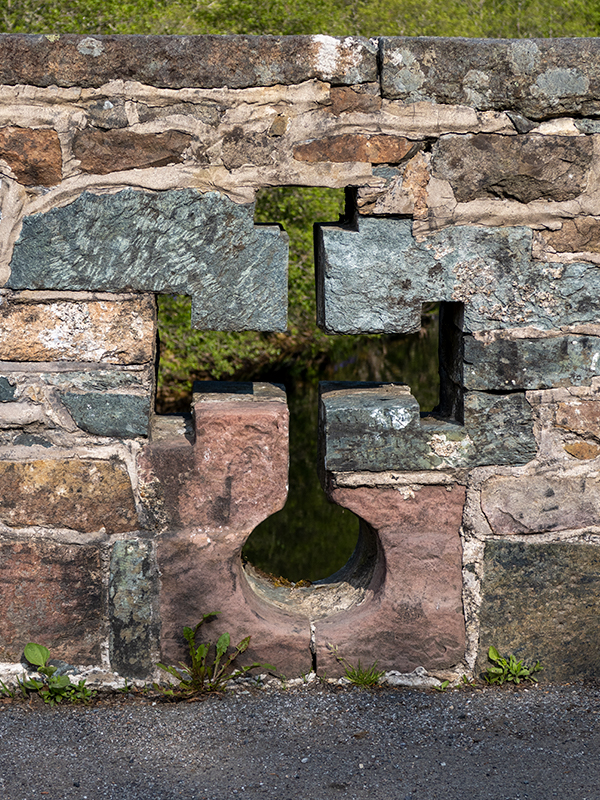
Kreuzornament in der Brüstung der Dubh Loch Bridge

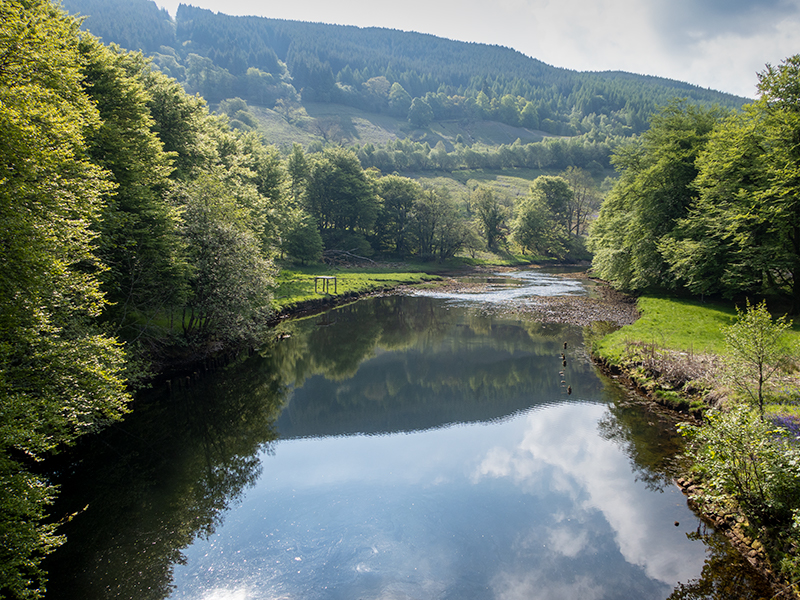
Blick von der Brücke

Die Dubh Loch Bridge ist eine steinerne Bogenbrücke über den Fluss Shira, dessen letztes Teilstück als Gearr Abhainn bezeichnet wird. Sie befindet sich direkt südlich des Abflusses des Gearr Abhainn aus dem Dubh Loch und gehört zu den Ländereien von Inveraray Castle. Wenige hundert Meter südlich verläuft die A83, die einst über die ebenfalls denkmalgeschützte Garron Bridge an der Mündung des Flusses in den Loch Fyne führte. Über die Dubh Loch Bridge verläuft ein Verbindungsweg zwischen den verschiedenen Bereichen der Ländereien von Inveraray Castle, der weiter das Tal Glen Shira hinaufführt.
Die Dubh Loch Bridge wurde im Jahre 1785 fertiggestellt. Als Architekt war Robert Mylne für die Planung verantwortlich. 1971 wurde die Dubh Loch Bridge in die schottischen Denkmallisten in der höchsten Kategorie A aufgenommen.

## Beschreibung
Die aus Bruchstein gebaute Brücke besteht nur aus einem einzelnen Segmentbogen. Die Steine stammen eventuell teilweise von der nahegelegenen Ruine von MacNaughton’s Castle. Die Fahrbahn ist beidseitig durch eine Brüstung begrenzt, die mit zinnenähnlichen Mustern, auskragenden Absätzen und eingeschnittenen Kreuzen verziert ist. Die geschwungenen Zufahrtsrampen sind durch einfach gestaltete Brüstungen umfasst und schließen mit flachen Decksteinen ab.